# Stadager Sogn
Stadager Sogn var et sogn i Falster Provsti (Lolland-Falsters Stift). Sognet indgik 1. januar 2020 i Nordvestfalster Sogn.
I 1800-tallet var Nørre Kirkeby Sogn anneks til Stadager Sogn. De dannede Stadager-Nørre Kirkeby sognekommune. Den blev senere opløst, og Stadager dannede sognekommune med Kippinge Sogn og Brarup Sogn. Alle 4 sogne hørte til Falsters Nørre Herred i Maribo Amt. Kippinge-Brarup-Stadager sognekommune blev ved kommunalreformen i 1970 indlemmet i Nørre Alslev Kommune, der ved strukturreformen i 2007 indgik i Guldborgsund Kommune.
I Stadager Sogn ligger Stadager Kirke.
I sognet findes følgende autoriserede stednavne:
- Nebølle Nakke (areal)
- Nordskoven (areal, bebyggelse)
- Nyhuse (bebyggelse)
- Nørre Skovhuse (bebyggelse)
- Smalby (bebyggelse)
- Stadager (bebyggelse)
- Sundby (bebyggelse, ejerlav)
- Sundvedgård (landbrugsejendom)
- Sønder Skovhuse (bebyggelse)
- Sønderskov (areal)
- Vennerslund (ejerlav, landbrugsejendom)